# Decksstrich
Der Decksstrich befindet sich mittschiffs am Rumpf von Seeschiffen und gibt die Höhe des Freiborddecks wieder. Er markiert also die Schnittlinie der nach außen verlängerten Oberkante des Freiborddecks mit der Bordwand.
Der waagerechte Strich ist 300 Millimeter lang (12 Zoll) und hat eine Breite von 25 Millimetern (1 Zoll).
Das Freibord eines Schiffs bemisst sich von der Oberkante des Decksstrichs zur tatsächlichen Wasserlinie oder zu den entsprechenden Freibord- beziehungsweise Lademarken.